# Bulls de Birmingham (LCH)
Pour les articles homonymes, voir Bulls de Birmingham.
Les Bulls de Birmingham sont une franchise de hockey sur glace professionnel ayant évolué au sein de la Ligue centrale de hockey de 1979 à 1981. Basés à Birmingham en Alabama, l'équipe joue ses rencontres à domicile au Birmingham-Jefferson Civic Center.

## Historique
En 1979, la Ligue nationale de hockey (LNH) absorbe quatre équipes de l'Association mondiale de hockey (AMH). Les deux autres équipes de l'AMH encore en activité, les Stingers de Cincinnati et les Bulls de Birmingham, s'engagent quant à elle en Ligue centrale de hockey (LCH). Magic Sport City, un groupe d'investisseurs locaux sous la direction de Frank Falkenburg, reprend le club tandis que le précédent propriétaire John F. Bassett se retire partiellement de l'équipe. Les Bulls concervent leur nom et leurs couleurs des années AMH ainsi que leur entraîneur-chef John Brophy et deviennent un club-école pour les Flames d'Atlanta de la LNH,.
Pour leur première saison dans la ligue mineure, la franchise de l'Alabama se classe cinquième de la ligue et se qualifie pour les séries éliminatoires où elles s'inclinent face aux Texans de Fort Worth trois victoires à une,. Gord Wappel reçoit le Trophée Bob Gassoff du défenseur s'étant le plus amélioré durant la saison.
Le club connait cependant des difficultés financières notamment dues aux coûts de voyages et à une affluence à domicile. Durant la saison 1980-1981, la direction demande sans succès un soutien aux Flames, désormais basés à Calgary. Le 23 février 1981, Falkenburg et Peter McAskile, président des Bulls, annoncent la fin des activités de la franchise avec effet immédiat, marquant le second retrait en LCH durant la saison après celui des Apollos de Houston quelques semaines auparavant,.

## Statistiques
| Saison    | PJ | V  | D  | N | % V  | BP  | BC  | Pts | Classement                 | Séries éliminatoires | Entraîneur  |
| --------- | -- | -- | -- | - | ---- | --- | --- | --- | -------------------------- | -------------------- | ----------- |
| 1979-1980 | 80 | 36 | 39 | 5 | 48,1 | 260 | 295 | 77  | 5e place de la ligue       | Éliminé au 1er tour  | John Brophy |
| 1980-1981 | 58 | 17 | 37 | 4 | 32,8 | 204 | 277 | 38  | Ne terminent pas la saison | -                    | John Brophy |

## Personnalités de l'équipe
45 joueurs portent les couleurs de l'équipe durant son histoire dont 14 sont présents au cours des deux saisons. Robert Gould est celui qui dispute le plus de rencontres avec 137 jouées. Il est également le meilleur marqueur de l'équipe avec 52 buts et 58 aides pour un total de 110 points inscrits. Mike Perovich est quant à lui le joueur le plus pénalisé avec 262 minutes reçues. Quatre gardiens de but jouent pour les Bulls, Tim Bernhardt étant celui le plus retenu avec 63 parties jouées dont 26 victoires et les deux seuls blanchissages de l'équipe,.
John Brophy est le seul entraîneur-chef de l'équipe.